# Медведев, Михаил Александрович (революционер)
Михаи́л Алекса́ндрович Медве́дев (Ку́дрин) (30 сентября 1891, Сарапульский уезд, Вятская губерния — 13 января 1964, Москва) — русский революционер, чекист, непосредственный участник расстрела последнего российского императора Николая II, его семьи и приближённых в Ипатьевском доме в Екатеринбурге в ночь на 17 июля 1918 года.

## Биография

### До революции
Родился в деревне Дедюхино Сарапульского уезда Вятской губернии, в русской крестьянской семье. В 1900 году закончил церковно-приходскую школу в селе Изгар, в 1900—1908 годах жил в Чистополе, где начал учиться в школе ремесленных учеников, но после второго класса был вынужден бросить учёбу из-за тяжёлого материального положения семьи.
В 1908 году Кудрин перебирается на жительство в Пермь, где работает на электростанции, затем — в слесарных мастерских нефтяного склада и наконец масленщиком на буксирном пароходе.
В сентябре 1911 года он уезжает в Баку, где устраивается в машинную команду наливного парохода на Каспии, вступает в «Союз непромышленных рабочих» и знакомится с большевиками. Летом 1912 года Кудрин вступает в РСДРП и с головой окунается в партийную работу. В 1912 году он входит в состав нелегального большевистского «Профсоюза моряков Каспийского торгового флота». В феврале 1914 года Кудрин был арестован, вместе с группой бакинских большевиков, и до сентября 1916 года находился в заключении в бакинской тюрьме. Освободившись, получает от большевистского подполья паспорт на имя Михаила Сидорова, переходит на нелегальное положение и уезжает обратно в Пермь.
Летом 1917 года Медведев, по приглашению старого товарища по бакинскому подполью, приехал в Екатеринбург и устроился работать на электростанцию. После создания на электростанции рабочего комитета становится его секретарём, а позже избирается его председателем.

### Расстрел царской семьи
В 1918 году Медведев становится членом коллегии Уральской областной ЧК в Екатеринбурге. В начале июля 1918 года он был назначен во внутреннюю охрану Дома особого назначения в Екатеринбурге и в ночь на 17 июля участвовал в расстреле царской семьи.
По воспоминаниям Медведева, именно он первым начал стрелять и убил царя. Когда комендант Юровский сообщил арестованным, что они будут сейчас расстреляны, те совсем не ожидали таких слов и доктор Боткин переспросил: «Так нас никуда не повезут?» Тогда, не дожидаясь, пока комендант повторит приговор, Медведев начал стрелять и выпустил в царя пять пуль. После выстрела Медведева другие охранники также начали стрельбу. Некоторые другие чекисты, участвовавшие в расстреле, позже подтвердили, что царь был убит именно выстрелами Медведева.

### Дальнейшая жизнь
В 1938 году Медведев был назначен помощником начальника 1-го отделения отдела Особоуполномоченного НКВД СССР. Дослужился до звания полковника.
В июле 1962 года он обратился в партархив Свердловского обкома КПСС с просьбой «подтвердить его непосредственное участие в расстреле бывшего царя Николая II и его семьи». Перед смертью Медведев оставил мемуары об убийстве царской семьи, адресованные Никите Хрущёву под названием «Сквозь вихри враждебные». Мемуары не были опубликованы и в настоящее время хранятся в РГАСПИ.
Умер 13 января 1964 года. Был похоронен с воинскими почестями на Новодевичьем кладбище.
В завещании попросил своего сына Михаила отдать Хрущёву браунинг, из которого им был убит царь, а Фиделю Кастро — подарить кольт, которым он пользовался в 1919 году.

## Свидетельства об уничтожении останков царской семьи
Когда ещё тема розыска останков царской семьи не обсуждалась, Медведев оставил важное свидетельство, позволяющее сегодня усомниться в принадлежности найденных в июле 1991 года в окрестностях Екатеринбурга под насыпью Старой Коптяковской дороги скелетов. «В 1961 году в редакции газеты „Уральский рабочий“, где работал мой отец, проходила встреча с участником событий Михаилом Медведевым, — вспоминает исследователь темы расстрела царской семьи и участия в нём красных латышских стрелков С. В. Ильичёва. — Он рассказал, как на следующий день после убийства уничтожались следы: раздетые тела обливались серной кислотой, а затем расчленялись, обливались бензином и сжигались на кострах. То, что осталось, затем было сброшено в старую шахту. Медведев пытался найти её в 1946 году, но не смог: говорил, что со временем увал затянуло растительностью».